# Бигоррская династия
Биго́ррская династия — одна из ветвей Гасконского дома, представители которой правили в графстве Бигорр в начале IX — первой трети XI веков. Младшими линиями Бигоррской династии были Пальярская и Рибагорсская династии, члены которых владели каталонскими графствами Пальярс и Рибагорса, а также династии виконтов Лаведана и Суля.

## Династия

### Исторические источники
История Бигорра в Раннее Средневековье продолжает из-за очень ограниченного числа современных событиям документов, сохранившихся до нашего времени, оставаться недостаточно подробно изученной. Главными источниками о событиях IX—XI веков в этом регионе являются дарственные хартии, данные членами династии различным церквям и монастырям. Рассмотренные с точки зрения ономастики, они позволяют установить предположительные родственные связи между представителями Бигоррской династии. Однако содержащаяся в этих документах информация фрагментарна и иногда очень противоречива, что позволяет историкам выдвигать различные версии о генеалогии и хронологии членов династии.
До второй половины XIX века основным источником о родственных связях в семье графов Бигорра считалась «Хартия Алаона», датированная 845 годом. Однако историками было установлено, что этот документ является фальсификацией XVII века, и в настоящее время данные этой хартии большинством исследователей отвергаются как недостоверные. Также исторической наукой опровергнуто и распространённое в XIX веке мнение о происхождении от графов Бигорра первого короля Наварры Иньиго Аристы. Современные историки считают наиболее значимыми документами, позволяющими установить родство между членами семьи графов Бигорра, хартию от 865 года, в которой названы представители первых двух поколений династии, и генеалогии «Кодекса Роды», рассказывающие о родственных связях представителей Бигоррской династии с семьёй правителей королевства Наварра.

### Графы Бигорра
Родоначальником Бигоррской династии был Донат Луп, вероятно, сын герцога Васконии Лупа III Сантюля, получивший графство около 820 года от императора Запада Людовика I Благочестивого. На основании хартии от 865 года предполагается, что граф Донат Луп имел двух сыновей, Дато I Доната (умер около 870 года) и Лупа I Доната (умер около 910 года), последовательно правивших Бигоррским графством. Их родство с последующими графами Бигорра точно не установлено, но, вероятно, что у Лупа I было три сына, упоминающиеся в «Кодексе Роды»: от Дато II Лупа (умер около 930 года) пошла линия дальнейших правителей Бигорра, от Мансио I — линия виконтов Лаведана, Раймунд (Рамон) I стал родоначальником Пальярской и Рибагорсской династий. Исторические источники свидетельствуют, что родственниками членов Бигоррской династии этого времени были представители тулузской семьи Раймундидов и наваррского рода Хименесов.
Единственный сын Дато II, Раймунд I, был отцом двух детей, Луи (умер около 1000 года) и Арно (Гарсии Арно) I (умер около 985 года), которые, возможно, оба занимали престол Бигорра во второй половине X века. Преемником графа Луи стал его племянник Гарсия Арно (умер в 1025 или 1032 году), знатнейший из вассалов герцога Гаскони Санша VI Гильома. Он был последним представителем первой династии графов Бигорра. Со смертью Гарсии Арно графство, через его единственную дочь и наследницу Гарсенду, перешло к Фуа-Каркассонскому дому.

### Виконты Лаведана
Мансио I, сын графа Лупа I Доната, стал родоначальником линии виконтов Лаведана, младшей линии Бигоррской династии. Прямое наследование титула виконта от отца к сыну продолжалось на протяжении пяти поколений. Последним достоверно подтверждённым источниками представителем этой семьи был виконт Раймунд Гарсия, упоминаемый в 1070 году, однако генеалогии XVII—XVIII веков, а также некоторые современные историки, связывают с этим родом и позднейших виконтов, правивших в Лаведане вплоть до конца XV века. От дяди Раймунда Гарсии, Гильома Форта, пошла линия виконтов Суля, которая пресеклась в середине XII века. Происходившими от семьи виконтов Суля считают виконтов Субероа, последний представитель которых упоминается в 1307 году.

## Краткое родословие Бигоррской династии

### Линия графов Бигорра
I. Донат Луп (умер между 838 и 865) — граф Бигорра (около 820—между 838 и 865). Брак: Факуило (Факуилена) (умерла после декабря 865), возможно, дочь виконта Лаведана Мансио
II. Дато I Донат (умер около 870) — граф Бигорра (между 838 и 865—около 870)
II. Луп I Донат (умер около 910) — граф Бигорра (около 870—около 910). Брак: возможно, дочь графа Тулузы Раймунда I
III. Дато II Луп (умер около 930) — граф Бигорра (около 910—около 930). Брак: Лупа, внебрачная дочь короля Наварры Санчо I Гарсеса
IV. Раймунд I Дат (умер в 956) — граф Бигорра (около 930—956). Браки: 1. Гарсенда (умерла 30 августа после 955), дочь графа Астарака Арно Гарсии; 2. Факуилена (упоминается в 955), дочь графа Астарака Арно Гарсии
V. Луи (умер около 1000) — граф Бигорра (956—около 1000 или около 985—около 1000). Брак: (с около 980) Амерна (Анерна), вероятно, дочь виконта Лаведана Анера Манса
V. Арно (Гарсия Арно) I (умер около 985) — возможно, граф Бигорра (956—около 985)
VI. Гарсия Арно (умер в 1025 или 1032) — граф Бигорра (около 1000—1025/1032). Брак: Рихарда (умерла в ноябре 1046), возможно, дочь графа Астарака Гильома
VII. Гарсенда (около 986—около 1032/1034) — жена (с около 1010) граф Фуа Бернар Роже (981—около 1036/1038)
III. Мансио I (умер около 940) — виконт Лаведана (около 910—около 940), родоначальник линии виконтов Лаведана
III. Раймунд (Рамон) I (умер в 920) — граф Пальярса и Рибагорсы (872—920), родоначальник Пальярской и Рибагорсской династий. Браки: 1. Гинигента, дочь Аснара Дато; 2. (с около 904) дочь Мутаррифа ибн Лубба из семьи Бану Каси
III. Дадильдис — жена короля Наварры Гарсии II Хименеса (умер в 882 или после 885)

### Линия виконтов Лаведана
III. Мансио I (умер около 940) — виконт Лаведана (около 910—около 940)
IV. Анер Манс (умер около 980) — виконт Лаведана (около 940—около 980)
V. Форт Анер (умер около 1022) — виконт Лаведана (около 980—около 1022). Брак: Мусола (Висола)
VI. Гарсия Форт (умер 1022/1023) — виконт Лаведана (1022 или 1022—1023)
VII. Раймунд Гарсия (упоминается в 1070) — виконт Лаведана (1022/1023—после 1070)
возможно, продолжение линии виконтов Лаведана
VII. Этьен де Лаведан (умер в 1070) — епископ Олорона (1058—1070)
VI. Гильом Форт (умер около 1040) — первый виконт Суля, родоначальник линии виконтов Суля
V. Амерна (Анерна) — жена (с около 980) графа Бигорра Луи (умер около 1000)
IV. Анерилс (умер после 945/946) — совиконт Лаведана (около 910—после 945/946)